# Interpolacja funkcjami sklejanymi
Interpolacja funkcjami sklejanymi – metoda numeryczna polegająca na przybliżaniu nieznanej funkcji wielomianami niskiego stopnia.
Dla przedziału {\displaystyle [a,b],} zawierającego wszystkie {\displaystyle n+1} węzły interpolacji, tworzy się {\displaystyle m} przedziałów:
{\displaystyle t_{0}\ldots t_{1}}
{\displaystyle t_{1}\ldots t_{2}}
{\displaystyle \ldots }
{\displaystyle t_{m-1}\ldots t_{m}}
takich, że {\displaystyle a=t_{0}<t_{1}<\ldots <t_{m}=b}
i w każdym z nich interpoluje się funkcję wielomianem interpolacyjnym (najczęściej niskiego stopnia). „Połączenie” tych wielomianów ma utworzyć funkcję sklejaną.
Funkcja sklejana {\displaystyle S} jest funkcją interpolującą funkcję {\displaystyle F,} jeżeli:
{\displaystyle F(x_{i})=S(x_{i})} dla {\displaystyle x_{i},i\in 0,1,\dots ,n} są węzłami interpolacyjnymi funkcji {\displaystyle F.}